# 竜塚古墳

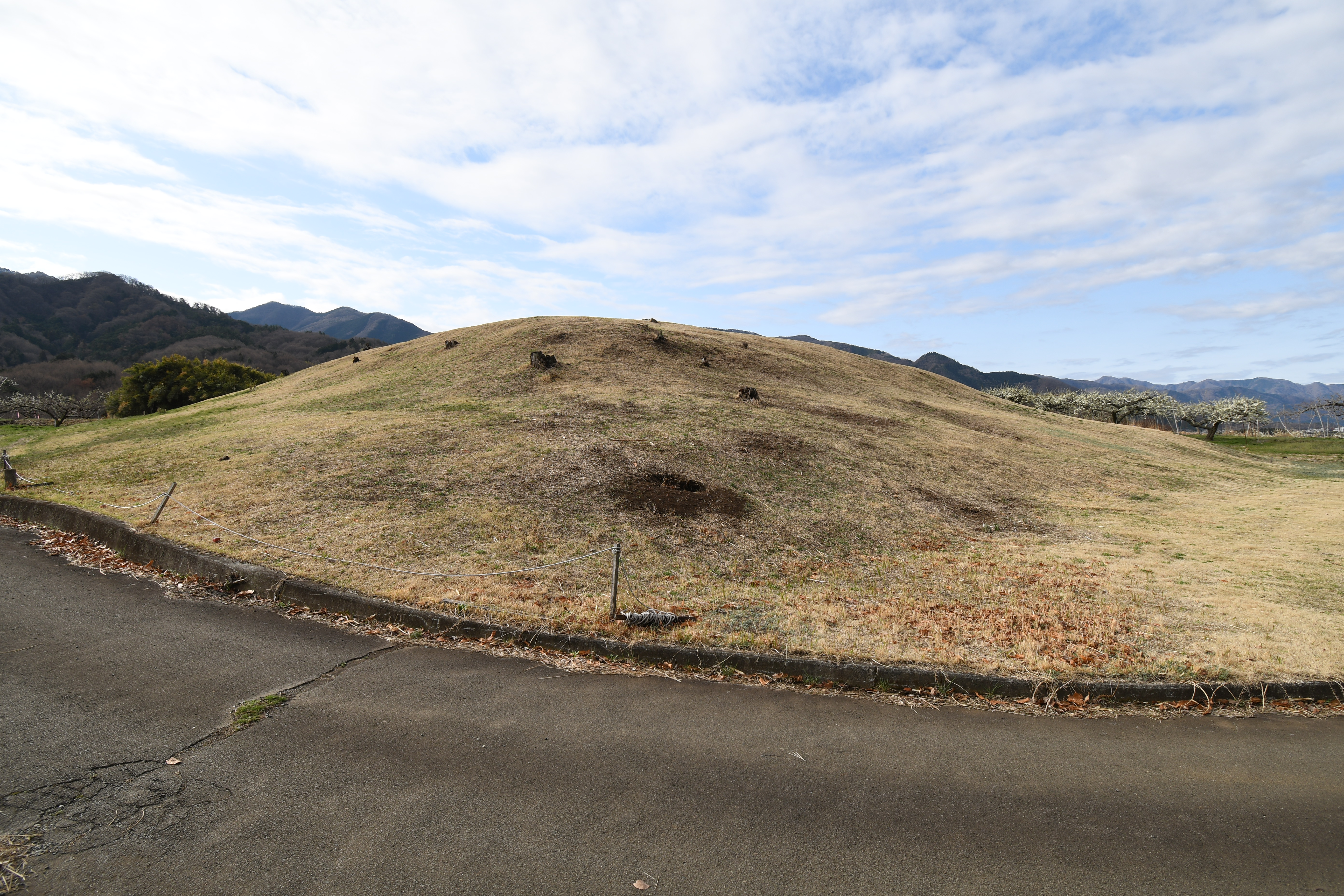
竜塚古墳 墳丘

竜塚古墳（りゅうづかこふん）は、山梨県笛吹市八代町米倉にある古墳。山梨県指定史跡。

## 概要

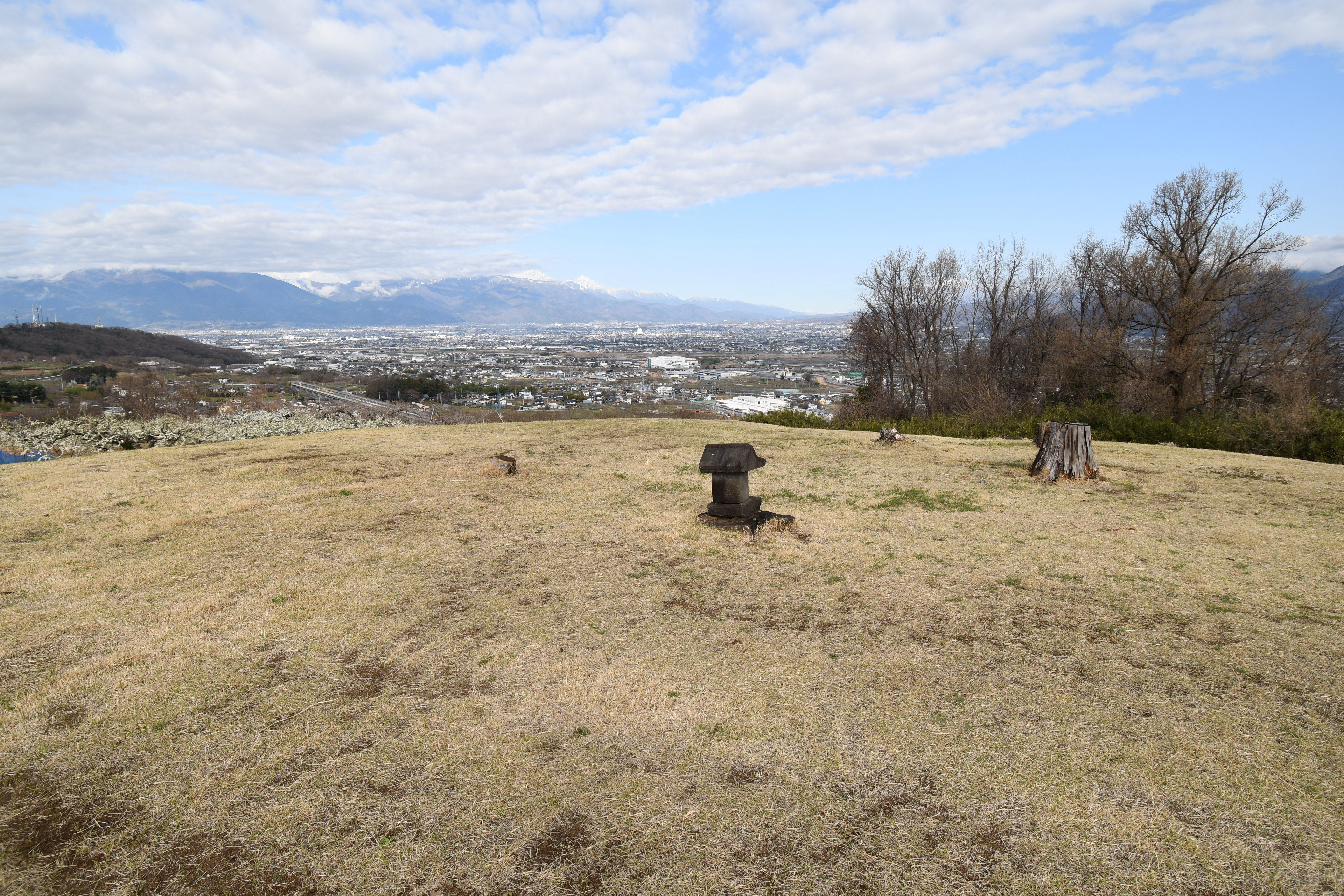
墳頂（後背に甲府盆地を望む）

東日本最大級の方墳で、古墳時代の5世紀前半の築造と考えられている。県内での方墳の類例は、市川三郷町大塚の鳥居原狐塚古墳、南アルプス市下市ノ瀬の鋳物師屋古墳と少ない。
甲府盆地南東縁の笛吹川左岸にあり大型古墳が濃密に分布する曾根丘陵上の、竜安寺山と呼ばれる丘陵端の標高365m地点に位置。一辺は約52m、高さは北側で12m、南側で6m。北側をのぞく三方の墳丘端には幅4.5mの窪みがあり、周溝が巡らされていたと考えられている。長く本格的な発掘調査が行われていない未発掘墳であったが、『山梨県史』編纂事業を契機とした近年の調査により主体部は粘土床の木棺直葬と判明し、竪穴式石室が存在するとも考えられている。墳頂部は平坦で一辺は21m。墳丘には葺石が葺かれ、二段築成となっている。
曾根丘陵では盆地南縁にあたる甲府市下向山町の米倉山や同市東山地域で、畿内色の甲斐銚子塚古墳を中心とする古墳群があり、前方後方墳の小平沢古墳から前方後円墳の甲斐銚子塚古墳、衰退期の円墳である丸山塚古墳へと移行している。一方、丘陵東部の笛吹市八代地域では銚子塚古墳と同時期の前方後円墳である岡銚子塚古墳があり、副葬品から甲斐銚子塚古墳と密接な盟友関係にあると考えられており、従来は竜塚古墳は先行する4世紀代の築造で、岡銚子塚古墳への移行期のものであると考えられていた。
近年の発掘調査により5世紀中頃の土師器高坏が出土し、現在では甲斐銚子塚古墳から丸山塚古墳への衰退期に相当する古墳であると判明したが、依然として円墳が築かれた理由に間しては議論が続いている。その後、八代地域では造墓地が曾根丘陵から浅川扇状地へ移り、帆立貝式古墳の狐塚古墳や団栗塚古墳など規模の縮小した前方後円墳が分布している。